# Hliníř
Hliníř je přírodní památka v okrese České Budějovice, katastrálním území Lhota u Dynína, příslušném k obci Dynín. Leží u stejnojmenného rybníka. Je součástí evropsky významné lokality Hliníř – Ponědrážka. Spadá do působnosti Správy CHKO Třeboňsko. Výměra území je 4,7 hektaru. Důvodem ochrany je přechodové rašeliniště se vzácnou květenou.